# Communauté européenne de la santé
La Communauté européenne de la santé (CES) est un projet inabouti de communauté européenne développé dans les années 1950. Ce projet était porté par le gouvernement français qui le destinait aux pays de l’OECE,. Celui-ci, même s’il n’a jamais abouti, s’inscrit dans le contexte des années 1950, période de début de l’intégration européenne, et l’apparition de plusieurs communautés européennes, la CECA, la CEEA et la CEE, qui forment un nouveau niveau de pouvoir politique supranational.

## Historique
Le 24 septembre 1952, le conseil des ministres français adopte le projet de création d’une Communauté européenne de la santé (CES), proposé par le ministre Paul Ribeyre, qu’il nomme officieusement « pool blanc ».
Les 12 et 13 décembre 1952, le gouvernement français soumet le projet aux États membres de l’OECE lors d’une conférence préparatoire à Paris, en vue d’un prochain traité qui aurait permis d’adopter formellement le principe d’une Communauté européenne de la santé. C’est Robert Schuman, considéré comme l’un des « pères de l'Europe », qui introduira cette conférence par un discours.
Cette conférence préparatoire débouche sur l’adoption d’une résolution le 13 décembre 1952, laquelle ancre le projet dans la dynamique d’intégration plus globale qui se déploie au même moment dans d’autres secteurs.

## Objectifs du projet de communauté
L’objectif le plus évident est sans aucun doute l’objectif sanitaire. La finalité est d’améliorer l’efficacité des dispositifs sanitaires des potentiels États membres en rendant leurs systèmes de santé plus performant en adoptant des politiques supranationales et continentales. Cependant, selon A. Davesne et S. Guigner, ce projet de Communauté européenne de la santé s'inscrit également dans les enjeux européens d'alors, visant à créer une interdépendance entre les États afin de maintenir la paix sur le continent et de créer une réelle solidarité entre les pays.
La résolution adoptée par la conférence préparatoire de Paris du 12 et 13 décembre dispose en effet :

« … considérant qu’une paix durable ne peut être assurée que par une solidarité de fait. Que les conquêtes dans le domaine de la santé et du bien-être social constituent les réalisations les plus propres à établir cette solidarité de fait [….] cette coopération doit être réalisée dans les plus brefs délais … »

— Résolution du 13 décembre 1952
Le projet de « pool blanc » s’aligne donc sur celui par la Communauté européenne du charbon et de l'acier née l’année précédente par la signature du traité de Paris de 1951. Le nom de « pool blanc » faisant d’ailleurs référence à celui de « pool noir » donné à la CECA.

## Fonctionnement
Le projet de « pool blanc » base son modèle institutionnel sur celui de la CECA. Il prévoit la création d’une autorité supranationale, la « Haute autorité de santé », dont le rôle sera d’exécuter le traité et d’incarner la Communauté. La CES se positionne donc bien au-dessus des États dans une optique supranationale.

## Échec du projet
Selon Alban Davesne et Sébastien Guigner, les raisons de l'abandon du projet sont complexes et dépendent de l'angle d'analyse du contexte (fonctionnaliste, intergouvernementaliste ou intergouvernementaliste libéral) :
- les réticences initiales de certains États qui préféraient les cadres de coopération et de coordination existants tels que l'Organisation mondiale de la santé, le Conseil de l'Europe, etc. ;
- dans le cas de la Suisse et du Royaume-Uni, une opposition au projet reposant sur la supranationalité ;
- la stratégie française, qui introduisit sa proposition rapidement et convoqua une réunion sur le sujet dans un court délai (les États n'auraient eu qu'une semaine pour lire le projet), et la réponse des autres États qui n'acceptèrent d'en discuter qu'un an après. Ce délai vit la situation interne en France changée, les Socialistes ne soutiennent plus le projet et les Gaullistes et communistes s'y opposent, ce qui entraîna un rejet du projet par ses proposants[9].
- l'opposition supposée de certains groupes pharmaceutiques, inquiet ds nouvelles contraintes sanitaires que la CES pourraient engendrer et les enjeux liés aux minima sociaux[10].

Selon Cassan, la raison de l'échec de la CES serait également dû à un rejet, par les gouvernements, de la supranationalité.